# John Morley, 1:e viscount Morley

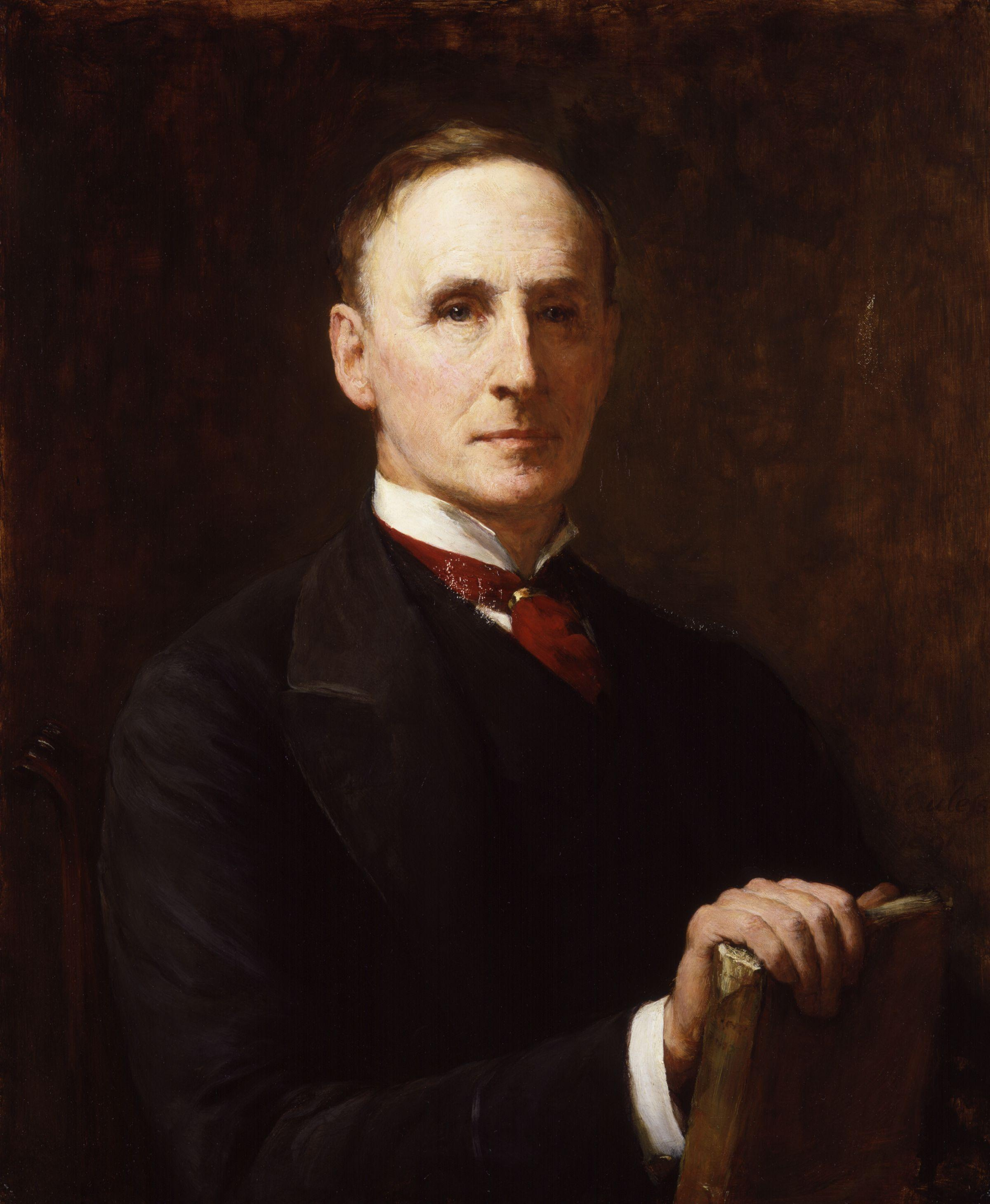
John Morley, porträtterad av Walter William Ouless.

John Morley, 1:e viscount Morley av Blackburn, född den 24 december 1838 i Blackburn, död den 23 september 1923, var en engelsk författare och statsman. 
Morley studerade i Oxford och blev 1859 advokat, men ägnade sig snart uteslutande åt journalistisk och litterär verksamhet. Han redigerade några år Literary Gazette och var 1868 redaktör för den dagliga tidningen Morning Star. Från 1867 till 1882 var Morley utgivare (efter George Henry Lewes) av den ansedda tidskriften Fortnightly Review, var maj 1880-augusti 1883 även huvudredaktör för Pall Mall Gazette och utgav 1883-1885 tidskriften Macmillan's Magazine. Morley vann genom bidrag till dessa och andra publikationer tidigt rykte som framstående essäist av "filosofiskt radikal" läggning, i sin allmänna åskådning påverkad av Auguste Comte och positivismen samt kanske än mer av John Stuart Mill. 
Han hade 1869 och 1880 fallit igenom som liberal parlamentskandidat, men lyckades februari 1883 vinna en uppseendeväckande valseger vid ett fyllnadsval i Newcastle, som han sedan i underhuset representerade till 1895. När Gladstone i februari 1886 bildade sin tredje ministär med "home rule" för Irland som främsta programpunkt, blev Morley minister för Irland och var Gladstones högra hand vid billens utarbetande och underhusets debatter i ämnet. Efter billens fall och liberalernas nederlag vid allmänna valen avgick Morley med Gladstone (juli samma år). 
Han var minister för Irland även i nästa liberala ministär (först under Gladstone, sedan under Rosebery, 1892-1895), föll igenom i Newcastle vid allmänna valen 1895, men valdes istället kort därpå för den skotska valkretsen Montrose Burghs. Åren närmast efter Gladstones död (1898) var Morley mest upptagen med sin grundliga levnadsteckning över denne, The Life of William Ewart Gladstone (3 band 1903; ny upplaga i 2 band 1906), en sakrik och pietetsfull biografi med stort även litterärt värde. I det politiska livet deltog han under dessa år relativt föga, om han än tid efter annan skarpt uppträdde mot den unionistiska regeringens sydafrikanska politik. Då liberalerna emellertid i december 1905 åter kom till makten, blev Morley minister för Indien i Campbell-Bannermans kabinett och bibehöll denna post även under Asquith till november 1910, då han utbytte den mot den mindre ansträngande lordpresidentsbefattningen och var överhusets ledare under krisen 1911.
För lättande av sin arbetsbörda hade han redan 1908 låtit sig förflyttas till överhuset som viscount Morley of Blackburn. Som minister för Indien röjde Morley verklig statsmannablick och mycken fasthet genom att trots radikalernas påminnelser om hans demokratiska föregåenden energiskt ingripa mot de anarkister och nationalister, som föregav sig mot brittiska regeringen representera en förment enhetlig och medveten "indisk folkvilja". Samtidigt förberedde han - och genomförde även delvis - omfattande decentraliseringsreformer, innebärande bl.a. ökat inflytande åt representanter för den infödda befolkningen såväl ute i provinserna som i de vid ministerns och vicekungens sida ställda rådsförsamlingarna. 
När Storbritannien 1914 gick med i första världskriget, avgick Morley trogen sin pacifistiska inställning. Morley skrev nu sina Recollections (2 band, 1917). Sina erfarenheter från det politiska livet lade han ned i essayen On compromise. Morleys samlade arbeten utkom 1921, utvalda essäer 1923. Hans Memorandum on resignation skriven 1917 utgavs 1928. Morley ansågs särskilt i yngre år ganska doktrinär, men aktades alltid inom alla partier högt för sin omutliga redbarhet och karaktärsfasthet både som författare och som politiker.